# Ersehof

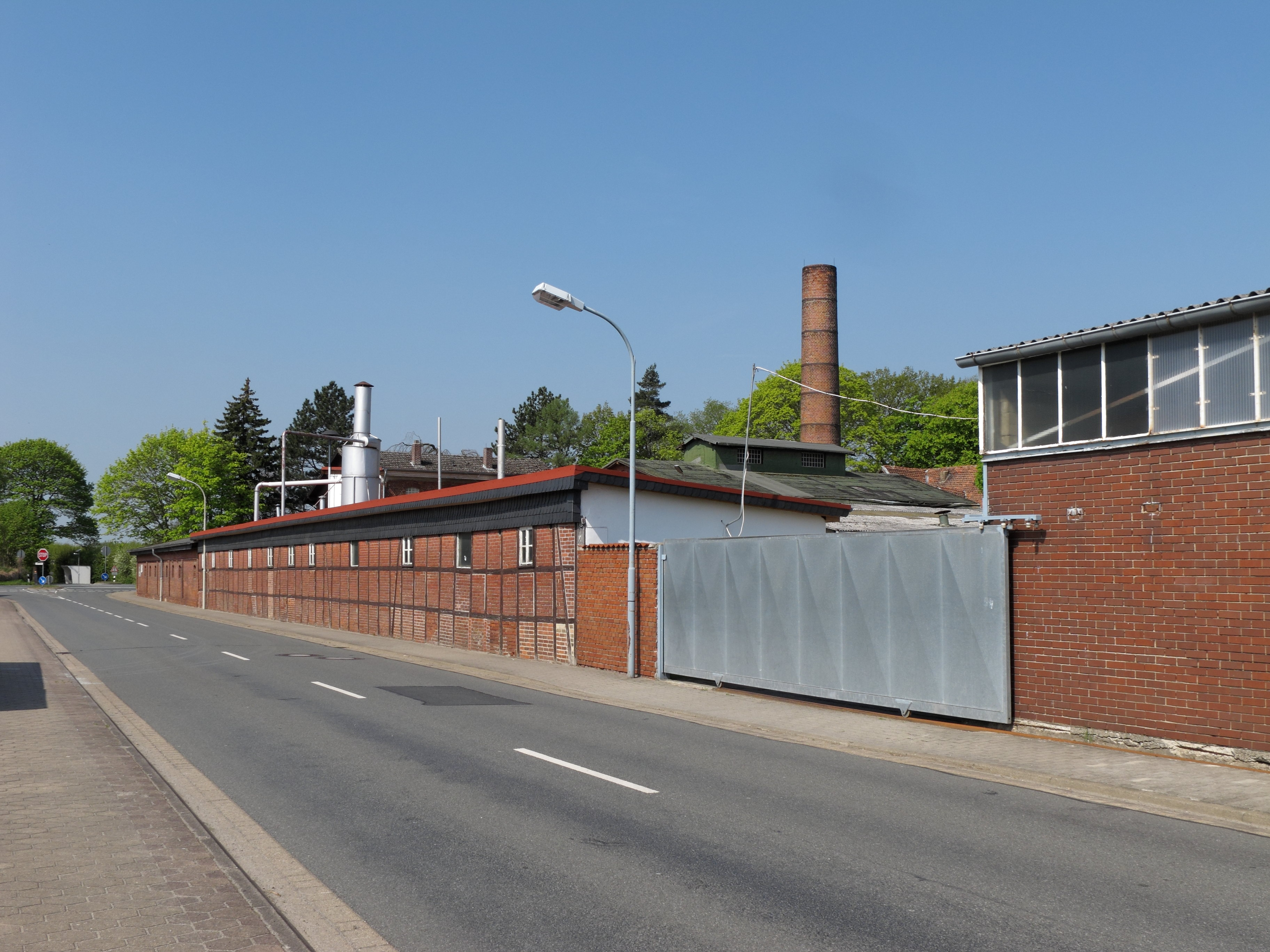
Ersehof, Ostpreußenstraße. Im Hintergrund: Firmengelände einer Haar- und Borstenzurichterei.

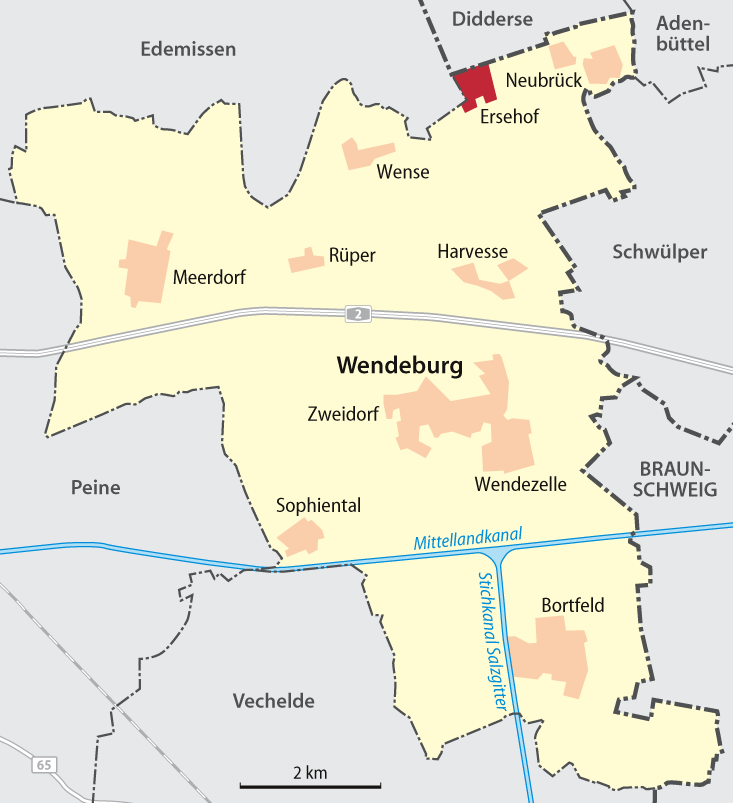
Lage von Ersehof in der Gemeinde Wendeburg

Ersehof ist eine Siedlung des Ortsteils Neubrück der Gemeinde Wendeburg im Landkreis Peine in Niedersachsen.

## Geografie
Ersehof liegt an der Bundesstraße 214 ca. 9 km nordwestlich der Stadt Braunschweig auf 62 m ü. NN. Die Ortsteile Neubrück und Ersehof sind durch die Kreisstraße 66 miteinander verbunden.

## Nachbarorte
| Wipshausen | Ohof                                        | Didderse                 |
| Wense      | Kompassrose, die auf Nachbargemeinden zeigt | Neubrück                 |
| Wendeburg  | Harvesse                                    | Braunschweig-Watenbüttel |

## Geschichte
In den 1830er Jahren wurde in Ersehof erstmals mit der Besiedlung begonnen. Auf Grund der Lage an der damaligen Handelsstraße zwischen Braunschweig und Celle wurden Gasthäuser eröffnet. Wenig später folgte eine große Konservenfabrik, die für Arbeit in dem Ortsteil sorgte.
Die Gemeinde Neubrück wurde am 1. März 1974 im Zuge der niedersächsischen Gebietsreform aus dem ehemaligen Landkreis Braunschweig aus- und in die Gemeinde Wendeburg im Landkreis Peine eingegliedert. Ortsbürgermeisterin ist Barbara Schmidtke (SPD).

## Ansässige Unternehmen
- Abwasserverband Braunschweig
- Gebrüder Erfurth OHG – Haar- und Borstenzurichterei

## Vereine und Gemeinschaften
- Heideschützenverein Dreiländereck Ersehof e. V.
- Junge Gesellschaft Didderse/Neubrück
- Freiwillige Feuerwehr Neubrück

## Persönlichkeiten der Ortschaft
- Otto Wolters (1938–2020), deutscher Jazzpianist